# اتحادیه گوشی باز
اتحادیه گوشی باز (به انگلیسی: Open Handset Alliance) یک کنسرسیوم از شرکت‌ها به منظور توسعه استانداردهای باز برای دستگاه‌های تلفن همراه است. تولیدکننده‌های نیمه رسانا و پردازنده‌های تلفن همراه، از جمله اعضای بنیان‌گذار این اتحادیه بودند.
شرکت‌های عضو عبارتند از گوگل، اچ‌تی‌سی، سونی، دل، اینتل، موتورولا، کوالکام، تگزاس اینسترومنتز، سامسونگ الکترونیکس، ان‌ویدیا، اسپرینت نکستل، تی-موبایل و ال‌جی الکترونیکس
(OHA) یا «اتحادیه گوشی باز» در تاریخ ۶ نوامبر ۲۰۰۷ توسط گوگل با ۳۴ عضو از جمله سازندگان گوشی‌های تلفن همراه، توسعه‌دهندگان نرم‌افزار، برخی از کمپانی‌های تلفن همراه و سازندگان تراشه‌ها تأسیس شد؛ و نهایتاً باعث تأسیس و شکل‌گیری سیستم عامل اندروید شد.